# Eclipta aberlenci
Eclipta aberlenci là một loài bọ cánh cứng thuộc họ Xén tóc. Loài này được Penaherrera-Leiva và Tavakilian mô tả năm 2005.